# Hall of Remembrance

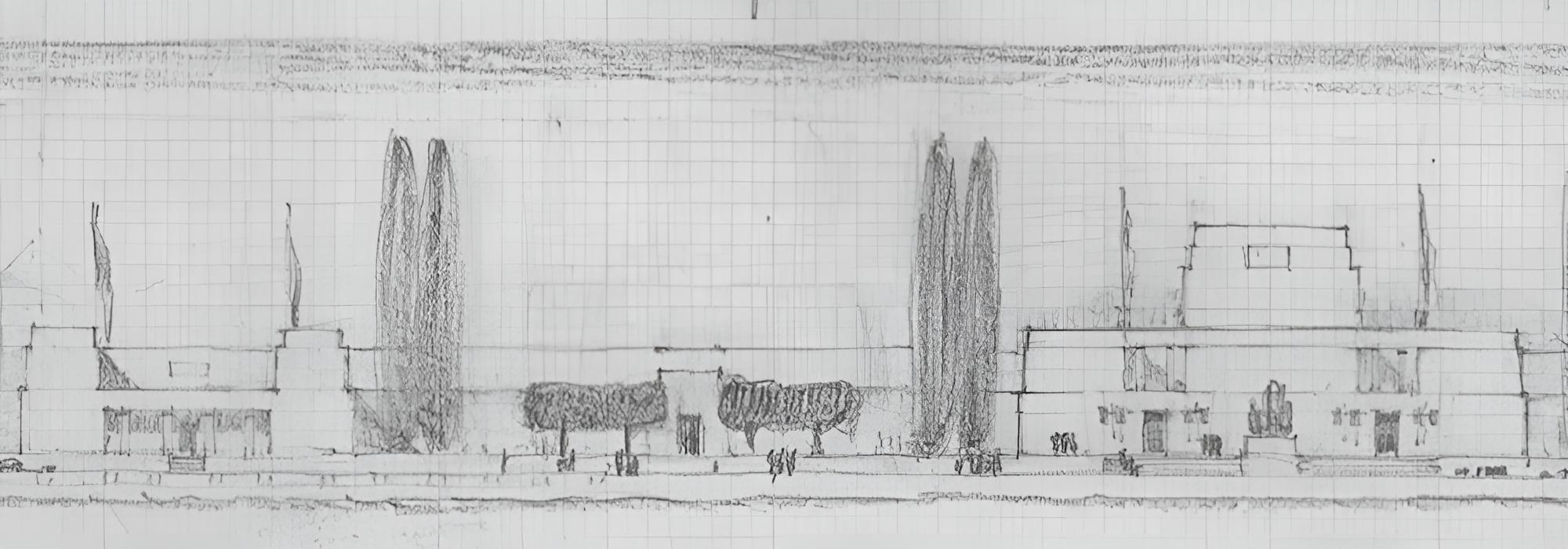
Entwurf des Gebäudes

Die Hall of Remembrance (Gedenkhalle) war ein britisches Kriegskunst-Projekt, das 1918 vom War Memorials Committee des Informationsministeriums zum Gedenken an den Ersten Weltkrieg angeregt worden war. In einem noch zu errichtenden Gebäude sollten dazu ausgewählte Gemälde und Skulpturen namhafter Künstler  ausgestellt werden. Trotz zahlreicher fertiggestellter Kunstwerke wurde das Projekt nie realisiert.

## Geschichte

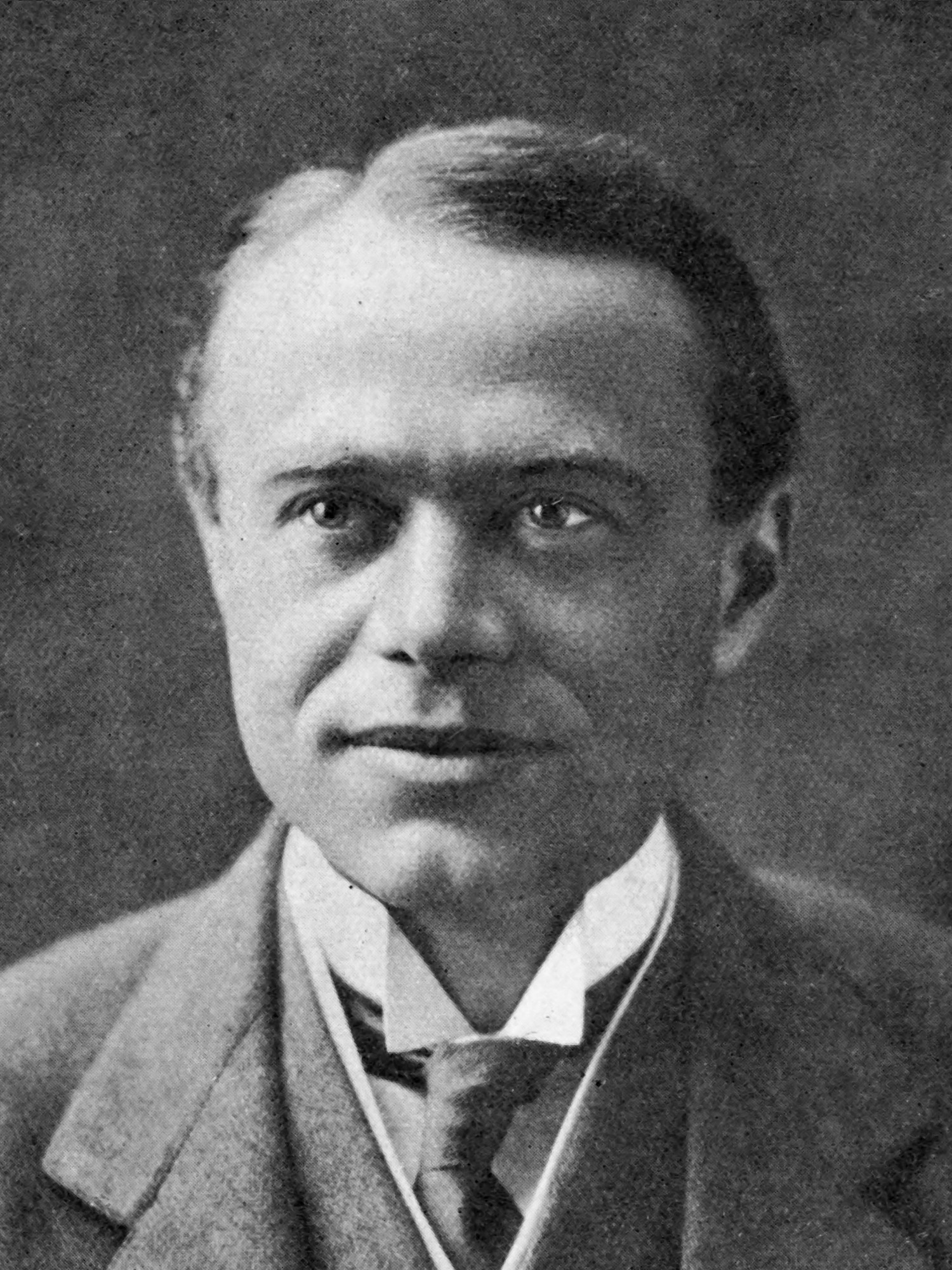
Max Aitken, Lord Beaverbrook, britischer Informationsminister (1918)

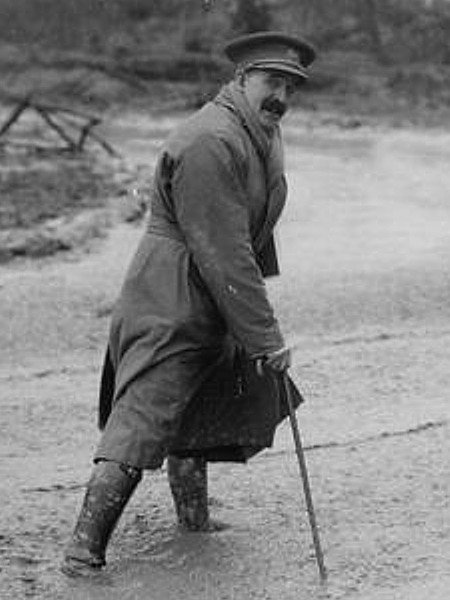
Muirhead Bone während der Schlacht an der Somme (1916)

Während des Ersten Weltkriegs entwickelte die britische Regierung verschiedene Programme, die die Darstellung des Kriegsgeschehens zu Propagandazwecken unterstützen und fördern sollten. Das erste Projekt wurde im 1916 vom War Propaganda Bureau initiiert. Künstler wie Muirhead Bone, William Orpen, Paul Nash und Christopher Nevinson wurden als Kriegsmaler beauftragt, zur Illustration von Publikationen Augenzeugenbilder von der Westfront anzufertigen. 1917 fusionierte man das War Propaganda Bureau mit dem neu eingerichteten Department of Information. Im selben Jahr wurde das Imperial War Museum gegründet, das zur Sammlung verschiedenster Geräte und Artefakte zur Dokumentation des Krieges diente. Neben dem Erwerb von Werken, die im Rahmen des Department of Information entstanden waren, beauftragte das Museum auch eigene Künstler.
1918 ging aus dem Department of Information das Informationsministerium hervor. Informationsminister wurde Max Aitken, 1. Baron Beaverbrook, ein kanadisch-britischer Verleger und konservativer Politiker. Er hatte für Kanada die Ausstellung einer großformatigen Serie von heroischen Gemälden als National War Memorial entwickelt und plante als Gegenstück eine entsprechende britische Sammlung. Zur Koordinierung der Kunstprogramme gründete man das British War Memorials Committee. In diesem Komitee entstand die Idee einer Gedenkhalle (Hall of Remembrance), die zur Dokumentation und als Denkmal für den Ersten Weltkrieg dienen sollte. Thema sollten neben den Frontsoldaten auch Luft- und Seestreitkräfte und die zur Unterstützung der kämpfenden Truppen herangezogene Zivilbevölkerung (Heimatfront) sein. Dazu wurden sowohl bei etablierten, als auch bei avantgardistischen Künstlern dieser Zeit Gemälde in Auftrag gegeben, darunter John Singer Sargent, Henry Tonks, Percy Wyndham Lewis, Christopher Nevinson, Paul Nash und Stanley Spencer. 
Im Zentrum der Gedenkhalle sollte in Anlehnung an das Triptychon Die Schlacht von San Romano von Paolo Uccello eine Reihe von vier großformatigen Gemälden stehen. Das Komitee verfolgte mit dem Projekt zumindest zu Beginn bestimmte politische Ideale. So wie die Arbeit des Auswärtigen Amts (Foreign Office) nach dem Krieg neu ausgerichtet wurde, um die Politik des Völkerbundes zu vermitteln, so sollten die Super-Bilder die Zusammenarbeit zwischen Großbritannien und seinen verschiedenen Verbündeten bei der Kriegsführung illustrieren. 
William Orpen wurde der Auftrag für ein Bild mit Großbritannien und seinem italienischen Verbündeten angeboten. Bildinhalt sollte ein Kriegsrat der Verbündeten sein. Orpen lehnte aber ab, da er die Westfront nicht für eine Reise nach Italien verlassen wollte. Augustus John übernahm die Darstellung der anglo-französischen Zusammenarbeit im Weltkrieg, scheiterte aber an einem geeigneten Motiv für das Gemälde. John Singer Sargent hatte die Aufgabe, die anglo-amerikanische Kooperation abzubilden. Dazu reiste er im Juli 1918 an die Westfront. Auch er fand keine passendes Szene und präsentierte stattdessen mit dem Gemälde Gassed die Darstellung der Opfer eines Gasangriffs. Das vierte großformatige Bild der alliierten Streitkräfte wurde nie in Auftrag gegeben.
Die Gemälde sollten in einem noch zu errichtenden Gebäude untergebracht werden. Muirhead Bone, Kriegsmaler und wichtiger Kunstberater des British War Memorials Committee, empfahl, die Gedenkhalle in einem Garten auf dem Richmond Hill zu errichten. Das Gebäude sollte ein Pavillon sein, in dem eine Hauptgalerie zu einem Andachtsraum mit Dekoration führt, in dem der kommenden Bruderschaft des Menschen (coming brotherhood of man) gedacht werden konnte. In ein solches Gesamtkunstwerk hätten die großen Gemälde mit der alliierten Zusammenarbeit als Thema treffend eingebunden werden können. Als ausführender Architekt war Charles Holden vorgesehen, der einen Plan für das Gebäude fertiggestellt hatte, von dem nur eine Skizze erhalten geblieben ist.
Die Künstler lieferten allerdings sehr individuelle Beiträge ab, so dass sich die Gemälde kaum in das beabsichtigte Gesamtkonzept zusammenführen ließen. Die Forderung nach Kriegserlebnissen aus erster Hand, dargestellt von Kriegskünstlern in ihrem persönlichen Stil, konnte nur schwer mit einem Gestaltungsprinzip abgestimmt werden können. Vielleicht war die progressive Symbolik der Gemälde noch zu emotional aufgeladen für eine gelungene Übersetzung in eine Form, die für die Ewigkeit gedacht war. 1919 fiel das Projekt unter den Zuständigkeitsbereich des Imperial War Museums und wurde bald darauf aufgegeben. Diese Entscheidung wurde beeinflusst durch die nicht gesicherte Finanzierung des Projekt. Die Kunstwerke, die bereits fertiggestellt worden waren, integrierte man in die Kunstsammlung des Imperial War Museums.

## Fertiggestellte Gemälde für die Hall of Remebrance (Auswahl)

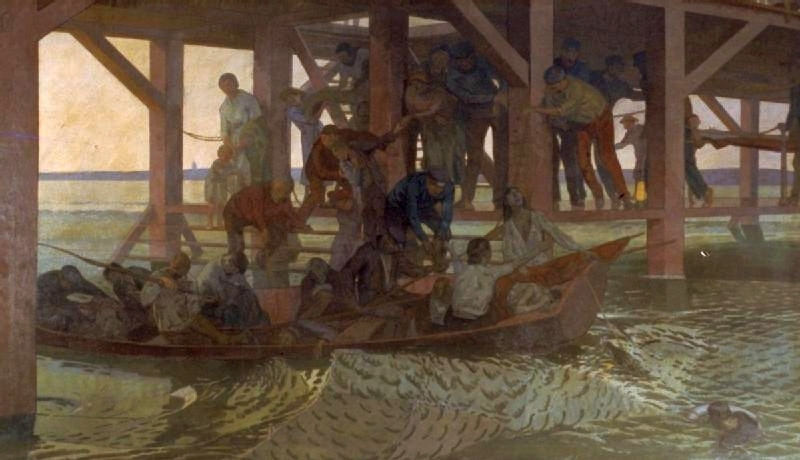
Walter Bayes: Landing Survivors from a Torpedoed Ship (1918)
George Clausen: In the Gun Factory at Woolwich Arsenal (1918)
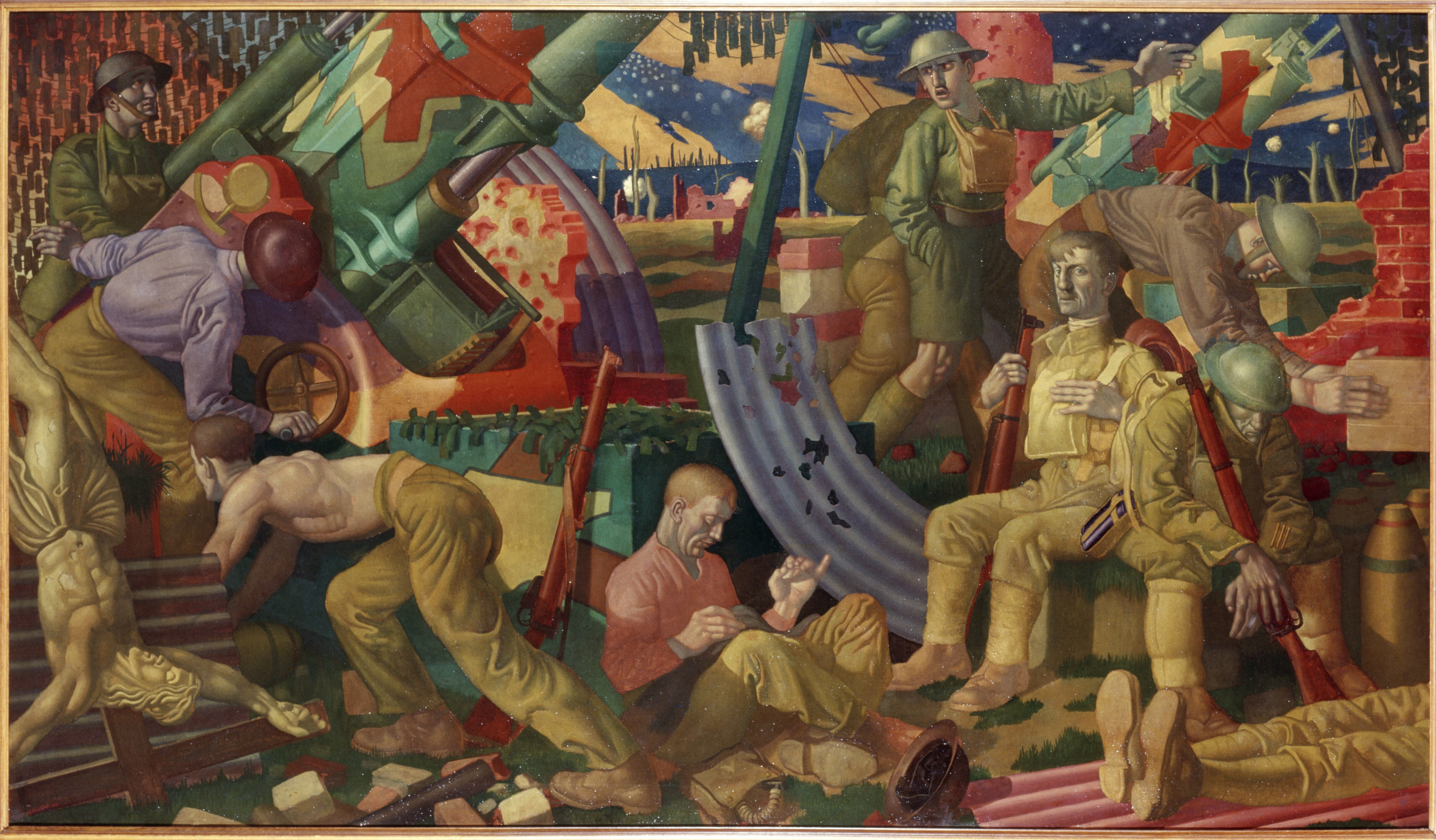
Colin Gill: Heavy Artillery (1919)
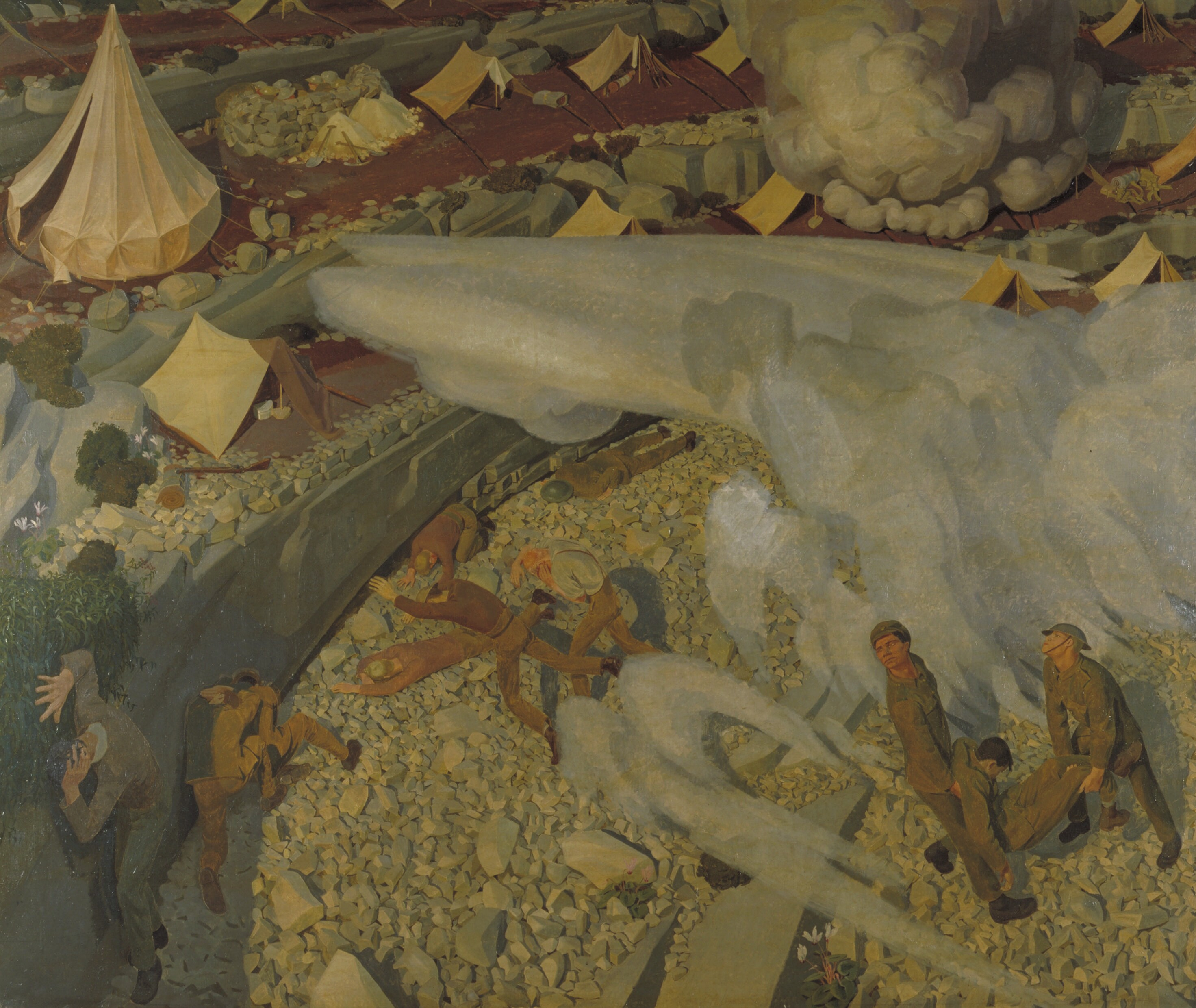
Henry Lamb: Irish Troops in the Judaen Hills Surprised by a Turkish Bombardment (1919)
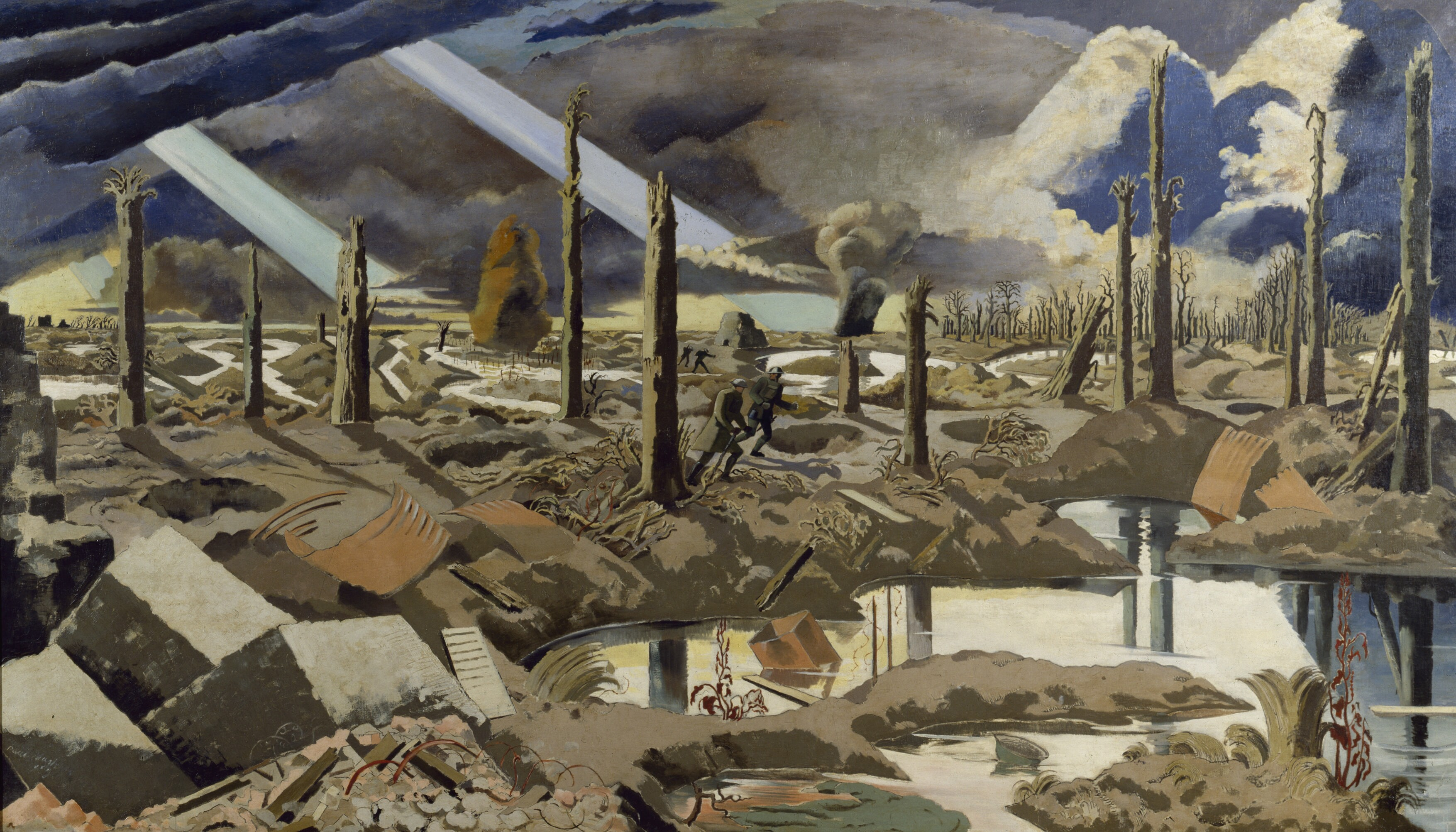
Paul Nash: The Menin Road (1919)
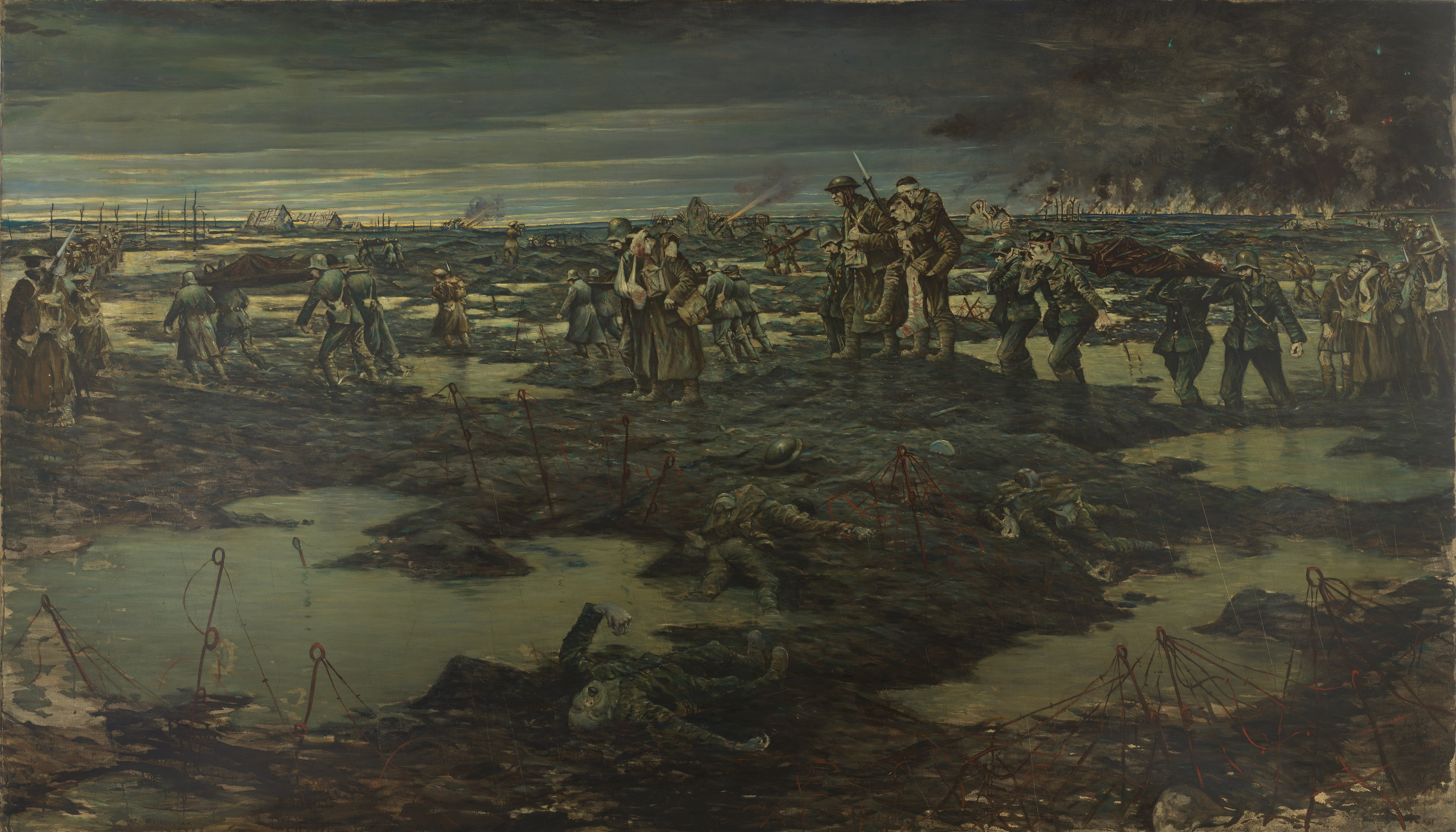
Christopher Nevinson: The Harvest of Battle (1919)
John Singer Sargent: Gassed (1919)[2]
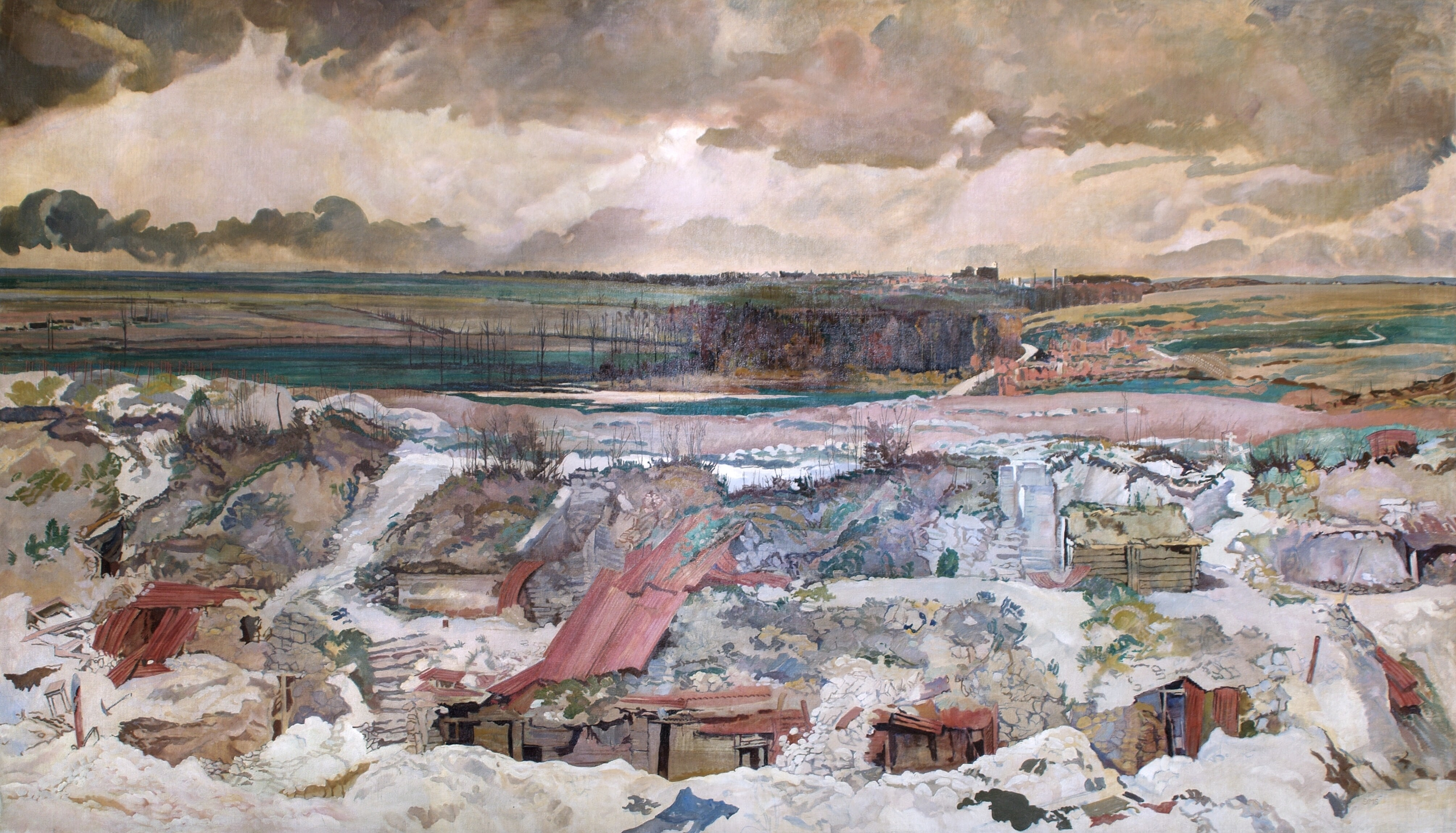
Charles Sims: The Old German Front Line, Arras, 1916 (1919)
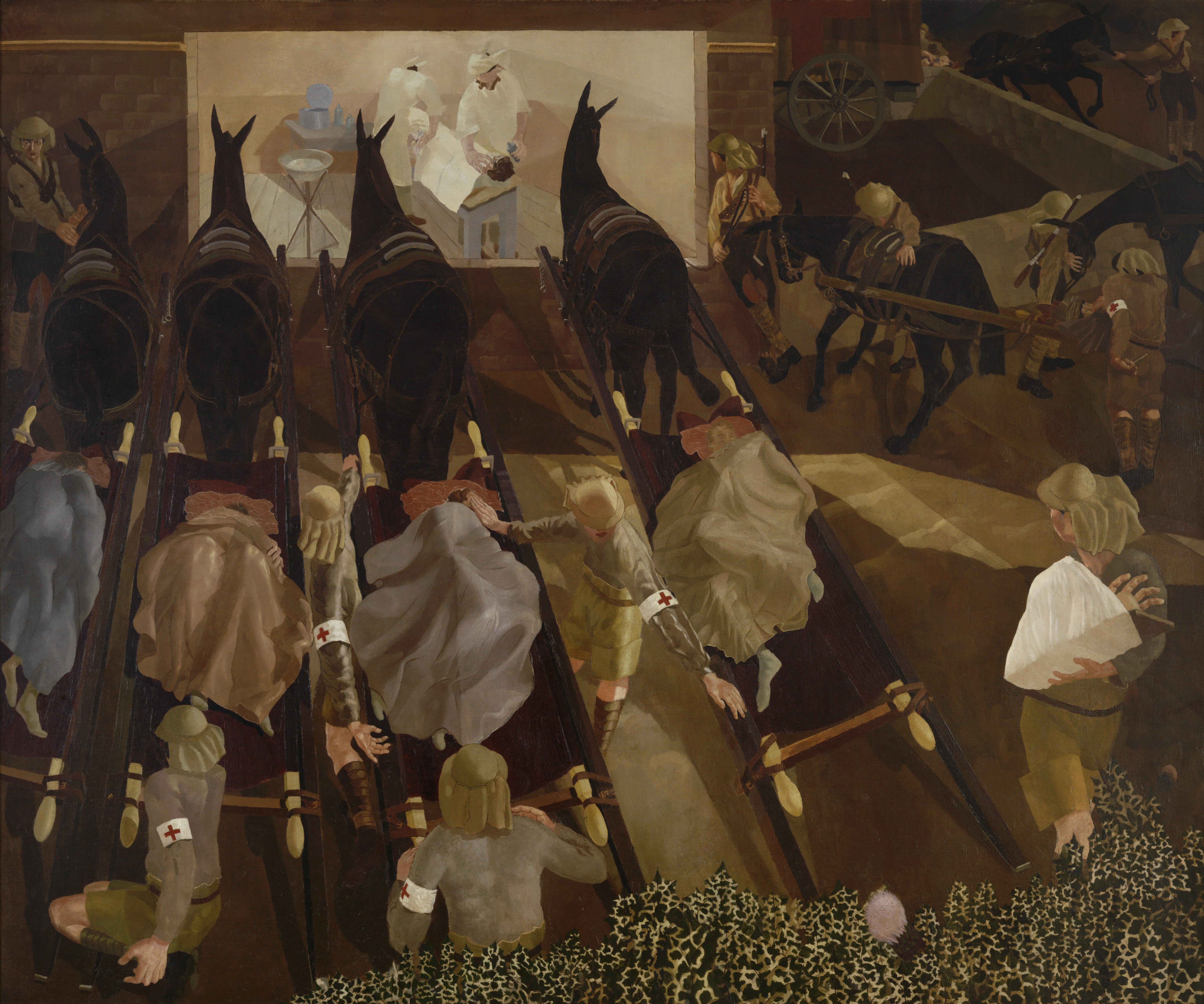
Stanley Spencer: Travoys Arriving with Wounded at a Dressing Station at Smol, Macedonia, September 1916 (1919)
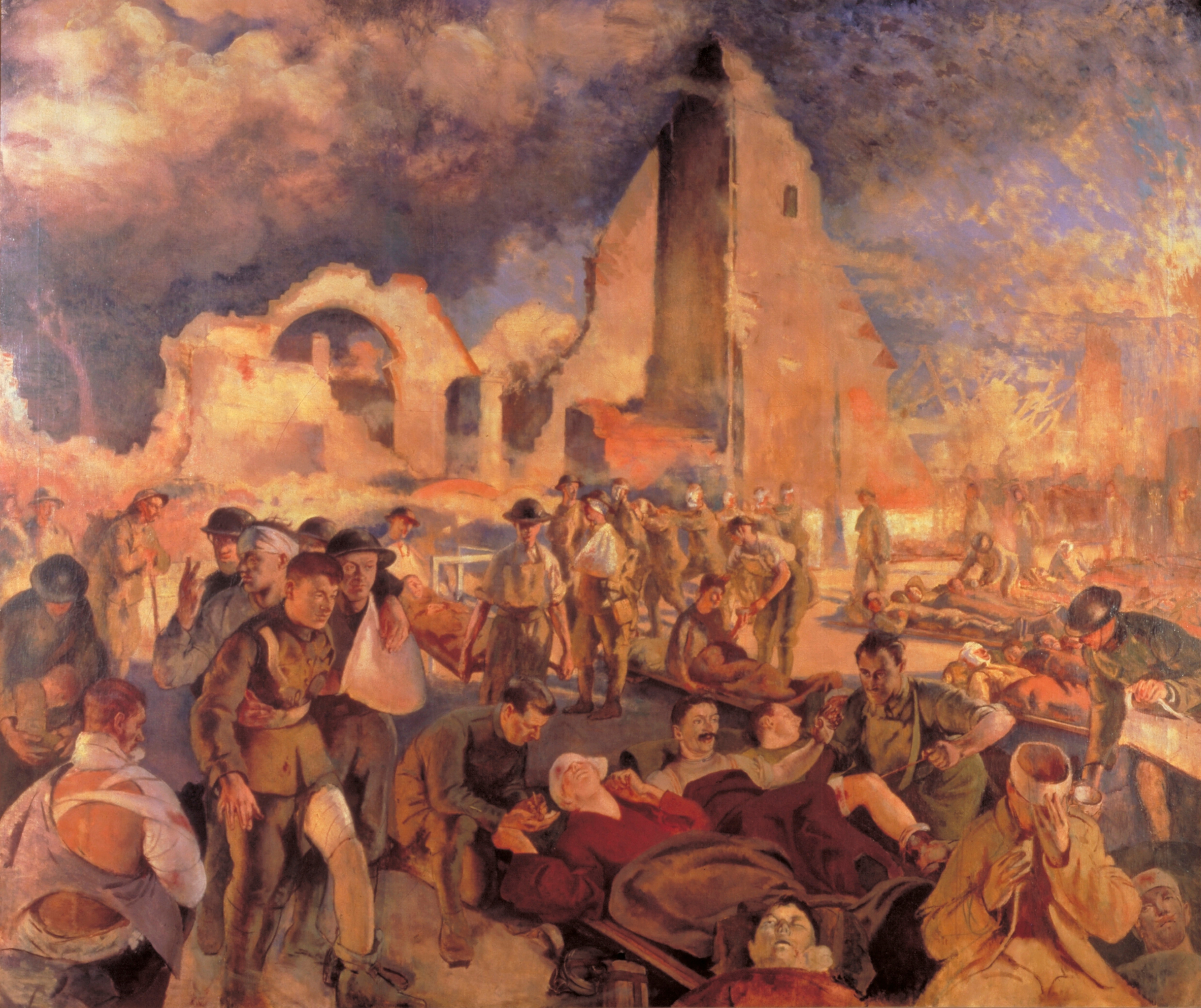
Henry Tonks: An Advanced Dressing Station in France (1918)
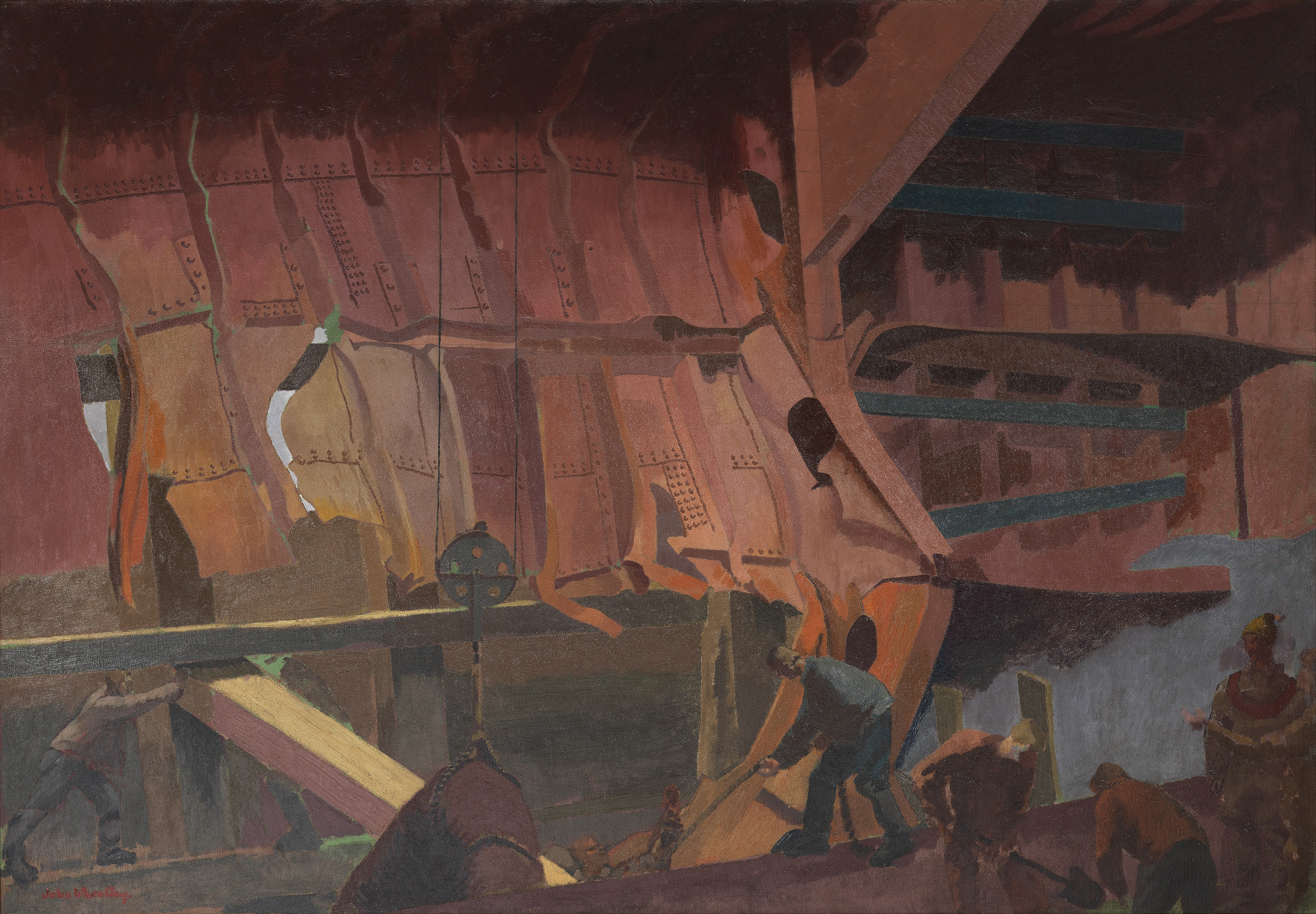
John Laviers Wheatley: Divers at Work Repairing a Torpedoed Ship (1918)
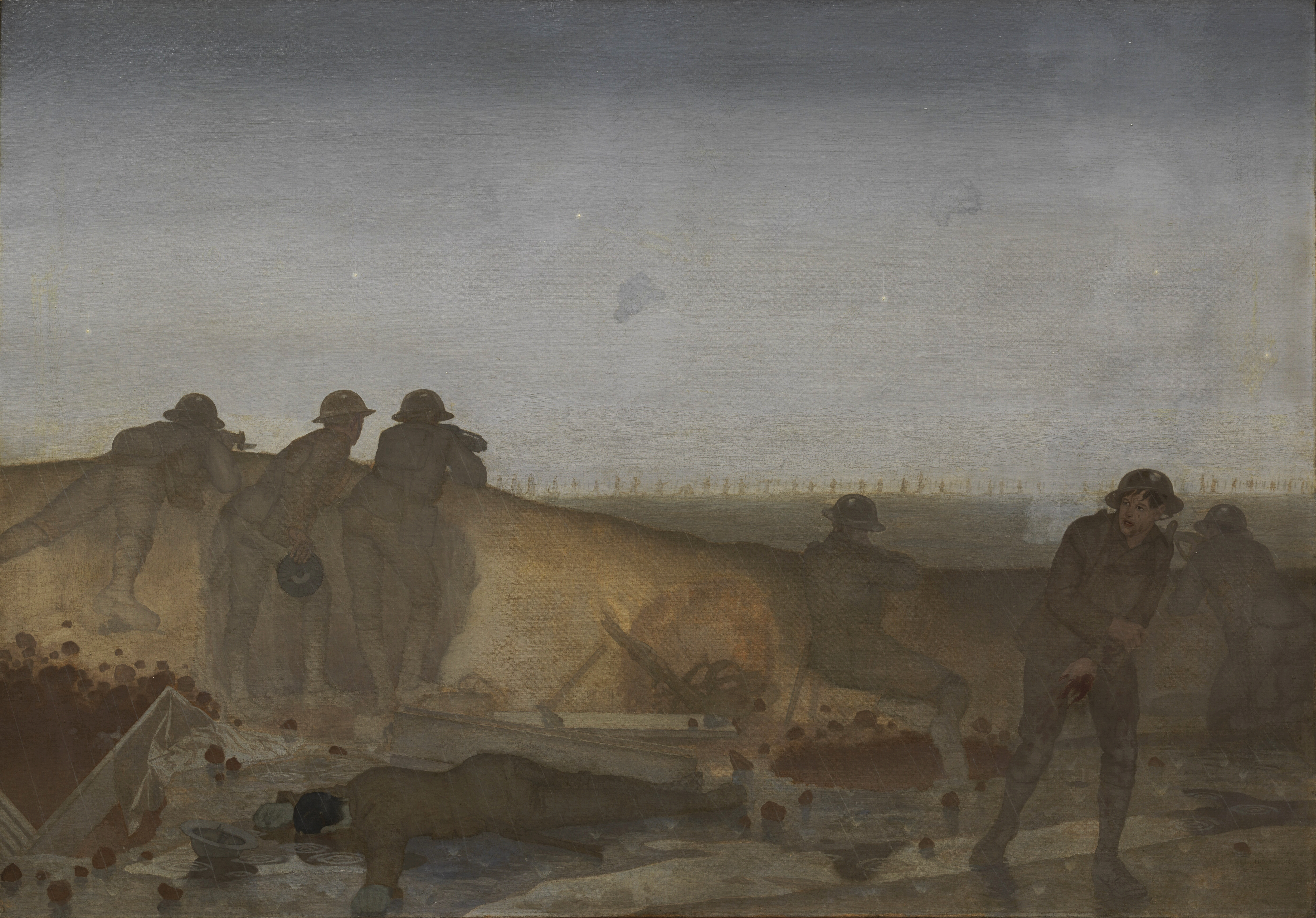
Harold Sandys Williamson: A German Attack on a Wet Morning, April 1918 (1918)